# Słonecznogłów
Słonecznogłów (Augacephalus) – rodzaj pająków z rodziny ptasznikowatych. Obejmuje trzy opisane gatunki. Zamieszkują krainę etiopską.

## Morfologia
Samce osiągają od 15 do 32 mm, a samice od 36 do 60 mm długości ciała. Karapaks ma wyraźnie, promieniście rozchodzące się paski. W jamce karpaksu brak guzka. Na tylno-bocznej powierzchni szczękoczułka leży skopula ze szczecinek o funkcji strydulacyjnej, współpracująca ze skopulą podobnych szczecinek na przednio-bocznej powierzchni krętarza nogogłaszczka. U samic szczecinki strydulacyjne są wyraźnie pierzaste, u samców pierzastość nie jest tak dobrze zaznaczona. Brak jest szczecinek pierzastych na szczękach. Sternum ma sigilla pary przedniej i środkowej okrągłe i umieszczone przykrawędziowo, tylnej zaś pary jajowate i umieszczone daleko od krawędzi. U samic nogogłaszczki oraz odnóża pary pierwszej i drugiej są przysadziste i obficie, długo owłosione. Golenie ostatniej pary odnóży nie są powiększone. Nadstopia dwóch ostatnich par dysponują odsiebnym kolcem tylno-grzbietowym. Kądziołki przędne tylnej pary mają ostatni z członów palcowaty.

## Ekologia i występowanie
Pająki te zasiedlają sawanny. Gniazda budują wśród roślinności i między kamieniami.
Rodzaj afrotropikalny, podawany z Namibii, Mozambiku, Południowej Afryki i Eswatini.

## Taksonomia
Takson ten wprowadzony został w 2002 roku przez Richarda C. Gallona na łamach „Bulletin of the British Arachnological Society” poprzez wydzielenie dwóch gatunków z rodzaju Pterinochilus. Nazwa rodzajowa pochodzi od greckich słów αυγή (auga), oznaczającego „promienie słońca” i κεφᾰλή (kephale), oznaczającego „głowę”, a odnosi się do wyraźnych promieniście rozchodzących się linii na karapaksie. Gatunkiem typowym wyznaczono P. breyeri. W 2010 roku do omawianego taksonu włączono kolejny gatunek, przeniesiony z rodzaju Ceratogyrus.
W sumie do rodzaju należą trzy opisane gatunki:
- Augacephalus breyeri (Hewitt, 1919) – słonecznogłów południowy
- Augacephalus ezendami (Gallon, 2001) – słonecznogłów mozambicki
- Augacephalus junodi (Simon, 1904) – słonecznogłów wschodni